# Миаха, Хосе
Хосе́ Миа́ха Мена́нт (исп. José Miaja Menant; 20 апреля 1878, Овьедо, Астурия — 14 января 1958, Мехико) — испанский военачальник, участник Гражданской войны в Испании в 1936—1939 годах, генералиссимус армии республики (1939).

## Военная служба
Окончил пехотное училище в Толедо. Начал офицерскую службу в Астурии, позднее по собственной инициативе был переведён в Мелилью (Марокко), где в это время шла война против местных племён. За военные заслуги был произведён в майоры в 1911 году.
Однако при королевской власти Миаха не поднялся в военной иерархии выше полковника, а чин генерала получил уже при республике в 1932 году. Он входил в состав правого Испанского военного союза, но, несмотря на это, правоцентристское правительство страны не испытывало к нему доверия. Поэтому военный министр Хосе Мария Хиль-Роблес направил его командующим войсками в провинциальную Лериду. После победы на выборах левого Народного фронта в феврале 1936 года Миаха был переведён в Мадрид, где назначен командиром первой бригады, что являлось существенным повышением.

## Участие в Гражданской войне
Во время антиправительственного выступления военных в июле 1936 года многие подчинённые Миахи присоединились к восставшим. Сам он некоторое время пребывал в нерешительности, видимо, из-за того, что его семья находилась в зоне, контролируемой националистами. Однако он принял решение остаться верным правительству и получил пост военного министра в кабинете Диего Мартинеса Баррио, просуществовавшего только одни сутки (18-19 июля 1936 года). В следующее правительство Хосе Хираля Миаха не вошёл.
Однако уже 25 июля он был назначен начальником операций на Юге. По словам историка Хью Томаса, среди тех, кто поддерживал правительство скорее в силу случайности, чем по убеждениям, оказался вялый, добродушный генерал Миаха, который в своё время входил в антиреспубликанский военный союз. 28 июля войска под командованием Миахи начали наступление на позиции восставших и осадили Кордову, но из-за недисциплинированности подчинённых и нерешительности самого генерала успеха не добились. 23 августа под давлением войск генерала Хосе Энрике Варелы осада Кордовы была снята.
Несмотря на это, Миаха получил повышение, став командиром 3-й органической дивизии со штабом в Валенсии, а в октябре переведён на должность командира 1-й органической дивизии со штабом в Мадриде.

### Руководитель обороны Мадрида
6 ноября 1936 года в условиях наступления на столицу войск националистов правительство эвакуировалось из Мадрида, а генерал Миаха был назначен главой хунты обороны Мадрида. На этом посту он вновь не проявил большой решительности, но в то же время оказывал большое моральное влияние на подчинённых — сам факт того, что во главе обороны города, казалось, обречённого на сдачу, стоял генерал, демонстрировавший спокойствие и уверенность в своих силах, давал им дополнительную надежду на победу. Не будучи ангажирован ни одной из конкурировавших партий, входивших в состав Народного фронта, беспартийный военачальник выступал в качестве сплачивающего фактора для защитников Мадрида.

Кроме того, начальником штаба Миахи стал способный офицер Висенте Рохо, который фактически руководил военными действиями, причём Миаха ему в этом не мешал. По словам историка Пола Престона, 

прямой и добродушный Миаха сразу собрал вокруг себя штат из высокопрофессиональных помощников, наиболее видным из которых был его начальник штаба подполковник Висенте Рохо. Пока Рохо занимался организацией обороны, Миаха поднимал моральный дух защитников столицы.

Будущий маршал Советского Союза Кирилл Мерецков, являвшийся во время гражданской войны советником Миахи, в своих мемуарах дал противоречивую характеристику генералу, отмечая, однако, его профессиональные знания: 

Совместная работа с ним была делом сложным. В Миахе жило два человека: военный и политик. В качестве политика Хосе Миаха, официально беспартийный, был на деле очень далёк от коммунистов. Это сильно мешало упорядочить руководство боевыми операциями в «красной зоне», как называли тогда район Мадрида за откровенно левые настроения большей части его населения и за ту выдающуюся роль в его обороне, которую играла испанская компартия. А в качестве военного Миаха оказался человеком знающим. Так, он хорошо разбирался в боевых возможностях марокканских войск — основной силы Франко под Мадридом. Оказалось, что он имел опыт колониальной войны в Марокко…

 (С точки зрения советского советника, находившегося на стороне коммунистов, «равноудалённость» Миахи от различных политических сил была не плюсом, а минусом).
После тяжёлых боёв в районе Университетского городка республиканские войска смогли остановить войска националистов. Миаха лично выезжал на передовую для того, чтобы поддержать своих подчинённых. Руководство обороной Мадрида сделала Миаху одним из наиболее популярных военачальников республики; его имя получило международную известность.

### Командующий армией Центра
В феврале 1937 года Миаха сменил генерала Себастьяна Посаса на посту командующего армией Центра. Уже в марте войска под его командованием смогли отбить наступление итальянских войск — союзников националистов — под Гвадалахарой и затем перейти в контрнаступление. Это сражение стало одним из основных успехов республиканцев за всё время гражданской войны, сильно поднявших их моральный дух. В конце мая — начале июня того же года он осуществлял общее руководство наступлением республиканских войск на Сеговию, которое закончилось с незначительными территориальными приобретениями (Сеговию взять не удалось) и большими потерями (около 30 % личного состава наступавших войск).
В июне 1937 года Миаха получил наиболее почётную награду республики — Лавровый Мадридский знак отличия.
В июле 1937 года армия Центра добилась тактического успеха во время наступления на Брунете, но националисты смогли остановить армию Миахи и затем перешли в контрнаступление. Фактически планированием этих и других операций занимались Рохо и начальник штаба Миахи Мануэль Матальяна.

### Главнокомандующий сил Центра и Юга
В апреле 1938 года генерал Миаха стал главнокомандующим сил Центра и Юга на суше, на море и в воздухе. Впрочем, по мнению российского историка С. Ю. Данилова в это время генерал уже давно

жил прежней славой. В оперативные дела генерал с весны 1937 года почти не вмешивался, тайно пьянствовал и даже вызывал подозрения в наркомании. Его втихомолку прозвали «свадебным генералом». «Я командую только сушей, морем и воздухом, — ответил Миаха однажды советскому офицеру, старавшемуся что-то выяснить, — будьте добры, обратитесь к Негрину или к Матальяне». Миаха сыграл негативную роль во время весеннего сражения в Леванте, срывая выделение резервов на помощь Восточному фронту. Но он заблаговременно вступил во все партии Народного фронта. И в результате ни одна из них не потребовала сместить неработоспособного «свадебного генерала»…

24 января 1939 года премьер-министр республики Хуан Негрин присвоил Миахе высший чин генералиссимуса, однако в условиях военных поражений (26 января войска националистов вошли в Барселону) это решение не привлекло большого внимания. К тому времени Миаха уже утратил надежду на победу. В марте 1939 года он поддержал выступление командующего армией Центра полковника Сехисмундо Касадо против правительства Негрина. В ночь с 5 на 6 марта в Мадриде был совершён переворот, в результате которого власть перешла к Совету национальной обороны (исп. Consejo Nacional de Defensa), формальным лидером которого был Касадо, а официальным председателем — Миаха. После того, как Франсиско Франко отказался вести с советом (в советской литературе — «хунтой») переговоры о мире, Миаха выехал в Гандию, где сел на английский корабль, на котором 26 марта покинул страну.
В советской исторической литературе поведение Миахи в марте 1939 года считалось предательством. В то же время в западной литературе при общем скептическом отношении к военным талантам генерала, его действия в конце войны объясняются признанием неизбежности поражения и стремлением договориться с националистами на сколько-нибудь приемлемых условиях.

## Эмигрант
Первоначально Миаха выехал в Алжир, затем перебрался во Францию, а позже эмигрировал в Мексику, где и скончался.